# Amphilimnobia
Genre
Amphilimnobia est un genre de diptères nématocères de la famille des Limoniidae.
Il ne contient qu'une espèce :
- Amphilimnobia leucopeza Alexander, 1920